# Asociación Deportiva y Recreativa Cóbano
La Asociación Deportiva y Recreativa Cóbano es un equipo de fútbol de la localidad de Cóbano en la provincia de Puntarenas, Costa Rica. 

## Historia
El equipo participa en la Primera División de LINAFA (que es la Tercera División del balompié costarricense) desde la temporada 2002-2003, a partir de entonces ha tratado de alcanzar el ascenso a la Segunda División, sin embargo aún no se ha logrado dicho objetivo.
Actualmente el equipo de fútbol de Cóbano no tiene grandes patrocinadores, únicamente funciona con el apoyo de algunos comercios de la Zona que día con día permiten realizar la representación de este pequeño distrito en el ámbito futbolístico a nivel nacional.
Para la Temporada 2024-2025 el equipo jugará en la Segunda B de LINAFA tras adquirir la franquicia de San Carlos Fútbol Club, quién había cedido su franquicia en esta categoría al conjunto de Deportivo Piedades Sur, después de que este equipo pasara a jugar en la Segunda División en la temporada 2023-2024 tras adquirir la franquicia de Marineros de PFC.

## Torneo de Copa 2025
En julio de 2025, se dio a conocer que el cuadro de Cóbano estará presente en el Torneo de Copa UNAFUT 2025-2026 organizado por la UNAFUT. El conjunto porteño debutará en esta Copa por primera vez en su historia y lo hará en la Fase Preliminar ante el conjunto de Águila F. C. también de la Segunda B de LINAFA el 27 de julio en único partido a disputarse en el Estadio Municipal de Carrillo en Guanacaste.
El equipo de Cóbano avanzó a la fase 1 del torneo tras la no presentación del equipo del Águila F. C. quién no quiso participar de esta edición. Ahora enfrentarán en la ronda de dieciseisavos al equipo del Municipal Liberia en serie de ida y vuelta.

## Jugadores
Plantilla Torneo 2025-2026
- = Lesionado de larga duración
- = Capitán